# Zygmunt Lasocki (chemik)
Zygmunt Lasocki (ur. 16 listopada 1921 w Dzierzbi k. Kolna, zm. 5 grudnia 1993 w Łodzi) – polski chemik-organik, profesor Politechniki Łódzkiej.
Urodził się w rodzinie ziemiańskiej, syn Romana, pełniącego w czasie II wojny światowej funkcję kierownika konspiracyjnej organizacji ziemian "Uprawa", i Anny Mari zd. Kisielnickiej.
W 1950 ukończył studia na Wydziale Chemicznym Politechniki Łódzkiej. Pracę rozpoczął w 1949 roku w Katedrze Technologii Organicznej. W 1960 roku uzyskał stopień naukowy doktora, w 1974 tytuł profesora nadzwyczajnego, a w 1980 – profesora zwyczajnego. w 1973 roku został członkiem korespondentem Polskiej Akademii Nauk.
Jego działalność naukowo obejmowała badania w dziedzinie związków i  krzemoorganicznych polimerów termoodpornych, procesów silikonowania. Jako pierwszy na świecie zbadał kinetykę i mechanizm polikondensacji siloksanów, na której oparta jest technologia silikonów. Dorobek naukowy obejmuje ponad 100 publikacji, monografie i patenty. Wypromował 13 doktorów.
Był prodziekanem Wydziału Chemicznego Politechniki Łódzkiej, a także współorganizatorem, a później sekretarzem naukowym Oddziału PAN w Łodzi.